# Англтон (Техас)
Англтон (англ. Angleton) — місто (англ. city) в США, адміністративний центр округу Бразорія на південному сході штату Техас, приблизно в 70 кілометрах південніше Г'юстона. Населення — 19 429 осіб (2020).

## Географія
Англтон розташований за координатами 29°10′9″ пн. ш. 95°25′44″ зх. д. / 29.16917° пн. ш. 95.42889° зх. д. (29.169195, -95.428973).  За даними Бюро перепису населення США в 2010 році місто мало площу 29,24 км², з яких 29,19 км² — суходіл та 0,05 км² — водойми.

### Клімат
| Клімат Анґлтона              | Клімат Анґлтона | Клімат Анґлтона | Клімат Анґлтона | Клімат Анґлтона | Клімат Анґлтона | Клімат Анґлтона | Клімат Анґлтона | Клімат Анґлтона | Клімат Анґлтона | Клімат Анґлтона | Клімат Анґлтона | Клімат Анґлтона | Клімат Анґлтона |
| Показник                     | Січ.            | Лют.            | Бер.            | Квіт.           | Трав.           | Черв.           | Лип.            | Серп.           | Вер.            | Жовт.           | Лист.           | Груд.           | Рік             |
| Абсолютний максимум, °C      | 25              | 28              | 29              | 33              | 33              | 37              | 38              | 37              | 35              | 34              | 29              | 26              | 38              |
| Середній максимум, °C        | 17,5            | 18,9            | 22,2            | 25,6            | 28,9            | 32,3            | 32,9            | 33,4            | 31,2            | 27,7            | 22,8            | 18,5            | 26,0            |
| Середній мінімум, °C         | 6,6             | 8,4             | 11,1            | 15,1            | 19,4            | 22,3            | 23,1            | 22,8            | 20,5            | 15,4            | 10,8            | 7,4             | 15,3            |
| Абсолютний мінімум, °C       | −11             | −13             | −2              | 3               | 11              | 13              | 18              | 19              | 11              | 5               | −3              | −7              | −13             |
| Норма опадів, мм             | 114.3           | 73.7            | 88.9            | 63.5            | 101.6           | 144.8           | 116.8           | 91.4            | 152.4           | 134.6           | 114.3           | 96.5            | 1292.9          |
| ---------------------------- | --------------- | --------------- | --------------- | --------------- | --------------- | --------------- | --------------- | --------------- | --------------- | --------------- | --------------- | --------------- | --------------- |
| Джерело: www.weatherbase.com |                 |                 |                 |                 |                 |                 |                 |                 |                 |                 |                 |                 |                 |

## Демографія
Згідно з переписом 2010 року, у місті мешкали 18 862 особи в 6923 домогосподарствах у складі 4938 родин. Густота населення становила 645 осіб/км².  Було 7621 помешкання (261/км²).
Расовий склад населення:
| - 71,7 % — білих - 12,4 % — чорних або афроамериканців - 1,1 % — азіатів - 0,6 % — корінних американців - 11,3 % — осіб інших рас |

До двох чи більше рас належало 2,9 %. Частка іспаномовних становила 30,5 % від усіх жителів.
За віковим діапазоном населення розподілялося таким чином: 28,0 % — особи молодші 18 років, 60,1 % — особи у віці 18—64 років, 11,9 % — особи у віці 65 років та старші. Медіана віку мешканця становила 35,0 року. На 100 осіб жіночої статі у місті припадало 92,5 чоловіків;  на 100 жінок у віці від 18 років та старших — 88,9 чоловіків також старших 18 років.
Середній дохід на одне домашнє господарство  становив 65 006 доларів США (медіана — 52 890), а середній дохід на одну сім'ю — 73 004 долари (медіана — 61 433). Медіана доходів становила 49 271 долар для чоловіків та 36 618 доларів для жінок. За межею бідності перебувало 13,0 % осіб, у тому числі 18,2 % дітей у віці до 18 років та 14,8 % осіб у віці 65 років та старших.
Цивільне працевлаштоване населення становило 8508 осіб. Основні галузі зайнятості: освіта, охорона здоров'я та соціальна допомога — 20,5 %, виробництво — 16,3 %, будівництво — 10,2 %, науковці, спеціалісти, менеджери — 8,6 %.

## Галерея
|  |  |  |